# 拉沙佩勒热内斯特
拉沙佩勒热内斯特（法語：La Chapelle-Geneste，法語發音：[la ʃapɛl ʒənɛst]）是法国上卢瓦尔省的一个市镇，位于该省北部，和多姆山省接壤，属于布里尤德区。

## 地理
拉沙佩勒热内斯特（45°20'59"N, 3°40'3"E）面积18.06 平方千米，位于法国奥弗涅-罗讷-阿尔卑斯大区上盧瓦爾省，该省份为法国中南部省份，北起多姆山省和卢瓦尔省，西接康塔爾省，南至洛泽尔省，东临阿尔代什省。
与拉沙佩勒热内斯特接壤的市镇（或旧市镇、城区）包括：拉谢斯迪约、锡斯特里耶尔、科南格勒、马尔维耶尔、迈尔、圣阿利尔达尔朗、圣索沃尔拉萨涅。
拉沙佩勒热内斯特的时区为UTC+01:00、UTC+02:00（夏令时）。

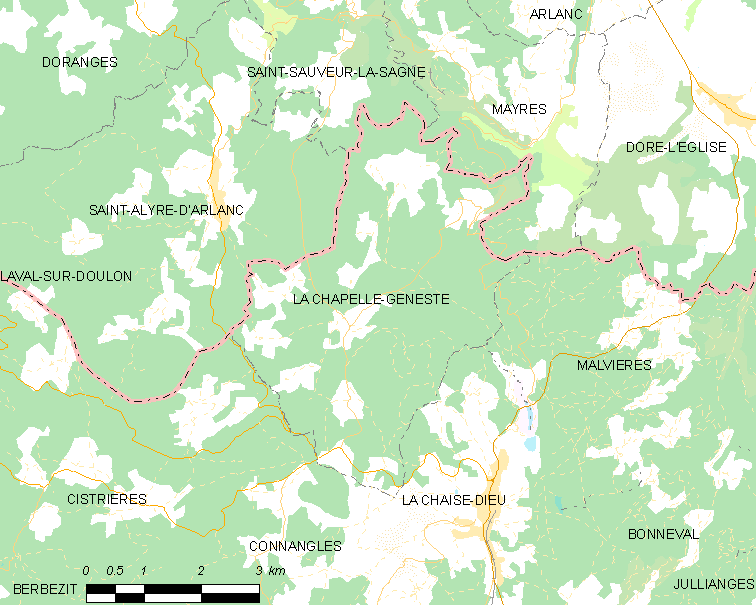
拉沙佩勒热内斯特的OSM定位图

## 行政
拉沙佩勒热内斯特的邮政编码为43160，INSEE市镇编码为43059。

## 政治
拉沙佩勒热内斯特所属的省级选区为上沃莱花岗岩高原县。

## 交通
上卢瓦尔省省道D201线和D209线在市中心交汇。

## 人口

1962-2008年间拉沙佩勒热内斯特人口变化图示

拉沙佩勒热内斯特于2022年1月1日时的人口数量为111人。